# República Popular de Angola
La República Popular de Angola fue un autodenominado Estado socialista (comúnmente conocido como Estado comunista en Occidente) que fue establecido en 1975 después de que consiguiera la independencia de Portugal, de forma similar a la situación en Mozambique. La nueva nación disfrutó de relaciones amistosas con la Unión Soviética, Cuba y la República Popular de Mozambique. El país fue gobernado por el Movimiento Popular de Liberación de Angola (MPLA), quien fue el responsable de su adopción del comunismo. El grupo fue apoyado por Cuba y la Unión Soviética. Un grupo oponente, conocido como la Unión Nacional para la Independencia Total de Angola, provocó una guerra civil contra el MPLA, con el apoyo de Sudáfrica, Zaire y Estados Unidos.
El gobierno angoleño consiguió gestionar eficazmente su riqueza petrolífera. La balanza comercial siguió siendo rentable y la deuda externa se mantuvo dentro de límites razonables. En 1985, el servicio de la deuda ascendía a 324 millones de dólares, es decir, alrededor del 15 % de las exportaciones.
La República Popular de Angola tendría un gran apoyo del Bloque del Este y la Unión Soviética en toda su existencia, desde apoyo económico (vital en los primeros años) y militar (durante la guerra civil), el mayor aliado de Angola sería Cuba, al punto de que Fidel Castro y Agostinho Neto fueron buenos amigos. También la Mozambique de Samora Machel y la Libia de Gaddafi serían grandes aliados para Angola. En los últimos años del gobierno de Neto y en todo el mandato de José Eduardo dos Santos se darían una apertura al libre mercado y al Bloque del Oeste.
En enero de 1984 se negoció un acuerdo. Sudáfrica obtiene de Angola la promesa de retirar su apoyo a la SWAPO (Movimiento de independencia de Namibia establecido en Angola desde 1975) a cambio de la evacuación de las tropas sudafricanas de Angola. A pesar de este acuerdo, Sudáfrica, bajo el pretexto de perseguir a los guerrilleros de la SWAPO, llevó a cabo operaciones a gran escala en suelo angoleño cuando UNITA estaba siendo atacada por las fuerzas del gobierno angoleño. En mayo de 1985, una patrulla angoleña interceptó a un comando sudafricano en Malongo que estaba a punto de sabotear instalaciones petroleras.
Estados Unidos proporciona misiles tierra-aire Stinger a los rebeldes a través de la base Kamina en el sur del Zaire, una base que Estados Unidos consideraría reactivar permanentemente. La ayuda de los Estados Unidos incluiría también armas antitanque para que UNITA y el FLEC puedan resistir mejor las ofensivas cada vez más amenazadoras del ejército de Luanda contra las zonas que siguen bajo su control en el este y el sudeste del país.
En la década de 1980, Sudáfrica siguió apoyando a UNITA, y el gobierno de Luanda perdió la esperanza de una victoria militar a corto plazo. En 1988, la batalla de Cuito Cuanavale, donde las fuerzas del MPLA apoyadas por Cuba derrotaron a la superioridad aérea sudafricana, marcó un punto de inflexión decisivo para la región: la independencia de Namibia y el declive del régimen segregacionista en Sudáfrica. Esto llevó al Presidente del Congreso Nacional Africano, Jacob Zuma, quien fue invitado a las celebraciones del 20.º aniversario de la Batalla de Cuito el 23 de marzo de 2008, a decir que "la contribución del MPLA y del pueblo angoleño a la lucha por la abolición del apartheid en Sudáfrica es inigualable en todos los países del continente".
En 1991, el MPLA, la UNITA y el FNLA firmaron un tratado de paz, los cuales posibilitaron unas elecciones multipartidistas en Angola. A pesar de las fuertes disputas que siguieron, la República Popular de Angola fue finalmente desmantelada en 1992, dando comienzo a la actual República de Angola.

## Historia

### Antecedentes

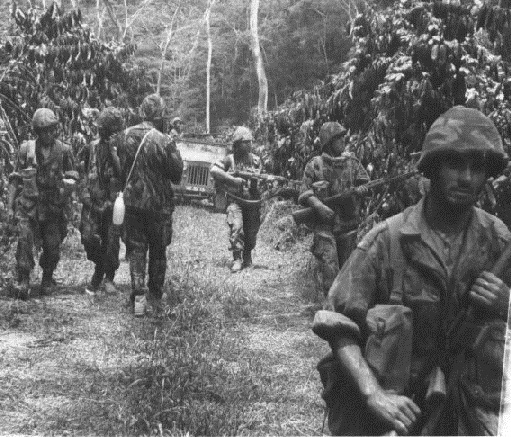
Tropas portuguesas en una patrulla durante la guerra de Angola.

La Guerra de Independencia de Angola se inició en 1961 y contribuyó a debilitar económica y políticamente a Portugal, una potencia colonizadora, que a su vez experimentó una enorme decadencia en 1974 cuando la Revolución de los Claveles derrocó al Estado Novo. Los tres movimientos independentistas angoleños, el Movimiento Popular para la Liberación de Angola (MPLA), el Frente Nacional para la Liberación de Angola (FNLA) y la Unión Nacional para la Independencia Total de Angola (UNITA) tienen dificultades para firmar entre ellos un acuerdo que prevé la proclamación de la independencia del país el 11 de noviembre del mismo año. Se firma en 1975 unos acuerdos de traspaso por el gobierno portugués con los tres movimientos independentistas.
En octubre, el FNLA y la UNITA unen sus fuerzas contra el MPLA: el 11 de noviembre, mientras continúan los combates, el FNLA y la UNITA proclaman un estado angoleño anticomunista en la ciudad de Huambo, mientras que el MPLA proclama uno de tendencia comunista en Luanda bajo la presidencia del líder del MPLA, Agostinho Neto.

### Guerra civil

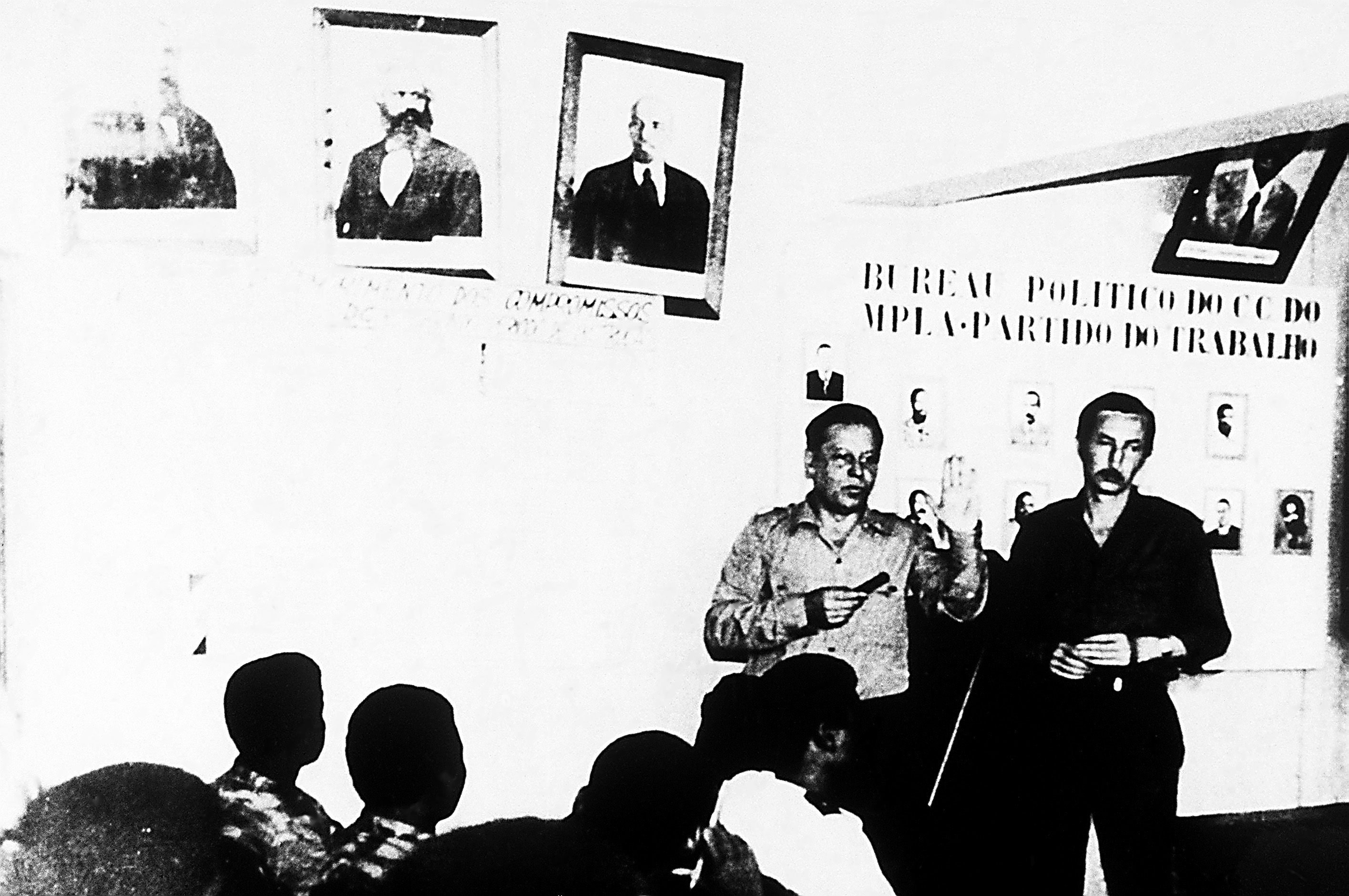
Asesores militares del bloque del Este en Angola, 1983.

La historia de la República Popular de Angola está marcada por el curso de la guerra civil de Angola que es la continuación del conflicto en torno a la descolonización, de 1974/75. Tras la independencia, se reanudaron las hostilidades entre el MPLA y los dos movimientos rivales. El MPLA, que se declaró marxista-leninista en 1977, aseguró una posición dominante, gracias al material enviado por la URSS, a un contingente de soldados cubanos y apoyo diplomático de varios países africanos como Guinea, la República Popular de Mozambique, Argelia y Nigeria. El FNLA queda definitivamente reducido por la intervención de las tropas cubanas, pero la UNITA continúa la lucha de su propio lado con el MPLA.
La ventaja militar del gobierno de la República Popular de Angola, donde el MPLA juega el papel de partido único, deja sin embargo intactos los problemas del país, cuya situación económica es desastrosa. El partido en el poder también está atravesado por luchas de tendencias y rivalidades étnicas, oponiendo a los mestizos y los negros representados por el ministro del Interior Nito Alves.
La situación de guerra contribuye a crear divisiones adicionales dentro de la sociedad angoleña: la escasez de productos alimenticios lleva al establecimiento de una red de distribución reservada para los miembros del partido, así como para muchos soldados. El MPLA también está dividido entre los cercanos a Cuba y los más conservadores, encabezados en particular por exmiembros del FNLA que se unieron a la república popular.
El oficialismo está marcado por la hegemonía de su equipo dirigente, en torno a Agostinho Neto. Este último, enfermo, murió en la URSS donde había ido a buscar tratamiento. José Eduardo dos Santos lo sucede. El gobierno muestra un cierto pragmatismo en los campos diplomático y económico: la reconstrucción de la economía, arruinada por la guerra, la destrucción de las infraestructuras y la salida de casi todos los colonos portugueses, se lleva a cabo sin mayores revisiones de la estructura y el sistema. de la época colonial.
Se ha hecho un gran esfuerzo en el campo de la educación y alfabetización de adultos, particularmente en los centros urbanos. En 1986, el número de estudiantes de primaria superó un millón y medio, y casi medio millón de adultos aprendieron a leer y escribir. El lenguaje de la instrucción sigue siendo principalmente portugués, pero se intentan experiencias para introducir el estudio de los idiomas africanos locales desde los primeros años de escolaridad. Las relaciones entre las iglesias y el partido gobernante se han mantenido relativamente serenas.

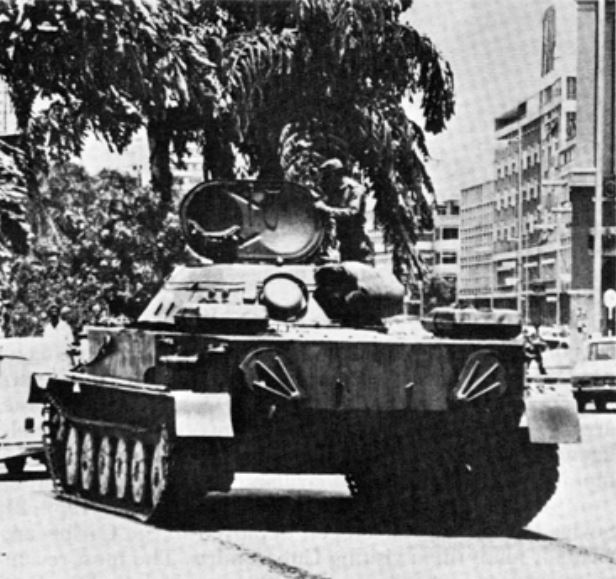
Tanque PT-76 tripulado por cubanos en las calles de Luanda, 1976

Sin embargo, la guerra civil contra UNITA de Jonas Savimbi continuó, y el movimiento rebelde recibió apoyo no solo de Sudáfrica, sino también de Zaire, con la aprobación de los Estados Unidos. El conflicto con Sudáfrica contribuyó a dar a Angola un papel importante en la lucha contra el régimen del apartheid: desde 1976, el país acogió campos de entrenamiento para miembros del CNA. En 1977 y 1978, el gobierno angoleño ayuda a los rebeldes del Frente de Liberación Nacional del Congo a invadir Zaire, durante la primera guerra de Shaba. Los ataques del ejército sudafricano tienen como objetivo, en particular, paralizar la actividad económica. El Ferrocarril de Benguela se convierte en un objetivo favorito de las acciones de UNITA y la infraestructura petrolera y portuaria es saboteada con frecuencia. La guerra civil finalmente empuja al gobierno de Dos Santos a reconciliarse con el Zaire de Mobutu Sese Seko, y a establecer contactos con los Estados Unidos.
En enero de 1984, se negocia un acuerdo. Sudáfrica obtiene de Angola la promesa de retirar su apoyo a la SWAPO (movimiento independentista de Namibia establecido en Angola desde 1975) a cambio de la evacuación de las tropas del sur -mujeres africanas- de Angola. A pesar de este acuerdo, Sudáfrica, con el pretexto de perseguir a las guerrillas de la SWAPO, llevó a cabo operaciones de gran escala en suelo angoleño, cada vez que UNITA sufría ofensivas de las fuerzas gubernamentales angoleñas. Al mismo tiempo, Sudáfrica organiza ataques en Angola. En mayo de 1985, una patrulla angoleña intercepta un comando sudafricano en Malongo que se disponía a sabotear las instalaciones petroleras.
Estados Unidos proporciona a los rebeldes misiles Stinger tierra-aire, pasando por la base de Kaminal, en el sur de Zaire, base que Estados Unidos considera reactivar de forma permanente. La ayuda estadounidense también se centrará en armas antitanques para permitir que UNITA resista mejor las ofensivas cada vez más amenazantes del ejército de Luanda contra las áreas que aún están bajo su control en el este y sureste del país.

### Transición y fin de la guerra

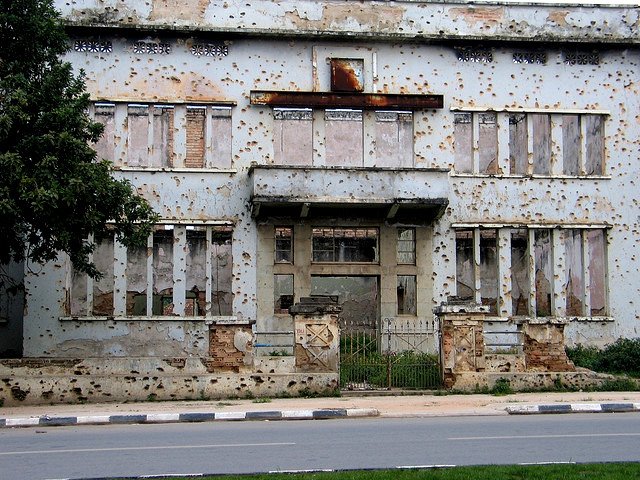
Fachada de un edificio en Huambo (Angola) con impactos de bala producidos durante la guerra civil.

En la década de 1980, Sudáfrica continuó apoyando a UNITA y el gobierno de Luanda perdió la esperanza de una victoria militar a corto plazo. En 1988, la Batalla de Cuito Cuanavale, donde las fuerzas del MPLA apoyadas por los cubanos derrotaron la superioridad aérea sudafricana, marcó un punto de inflexión decisivo para la región: independencia de Namibia, declive inexorable del régimen segregacionista. Lo que hizo que el presidente del Congreso Nacional Africano, Jacob Zuma dijera, invitó a las celebraciones del vigésimo aniversario de la Batalla de Cuito, el 23 de marzo de 2008, que “la contribución del MPLA y del pueblo angoleño a la lucha por la abolición del apartheid en Sudáfrica es inigualable en cualquier país continental”.
En marzo de 1990 empezaron a circular en Luanda folletos exigiendo el fin del partido único y la apertura de negociaciones con la UNITA. Se organiza en la sociedad angoleña una oposición que incluye a intelectuales y personas de la Iglesia. Al mismo tiempo, UNITA lanzó una gran ofensiva en febrero de 1990, ganando terreno a las fuerzas gubernamentales. Las negociaciones de paz se abrieron a principios de 1991. El régimen acuerda reformas ante el creciente descontento y los diversos procesos de democratización en curso en África: el 23 de marzo de 199, el parlamento angoleño vota el fin del partido único. En abril de 1991, Portugal actúa como mediador entre el gobierno y UNITA, mientras que Estados Unidos y la URSS envían observadores. El 31 de mayo de 1991, los acuerdos de paz fueron firmados en Bicesse (Portugal) por José Eduardo dos Santos y Jonas Savimbi. El 26 de agosto de 1992, una nueva revisión de la constitución eliminó los últimos vestigios de la ideología marxista-leninista; el nombre oficial del país pasa a ser República de Angola.

## DISA
La Dirección de Información y Seguridad de Angola (DISA) fue la policía secreta de Angola desde 1975 hasta su absorción por el Ministerio del Interior en 1979.
DISA tenía la autoridad para detener e interrogar a los sospechosos de acciones contra el MPLA y contrarrevolucionarios por períodos de tiempo indefinidos y sus operaciones fueron bastante notorias en las primeras etapas de la guerra civil angoleña, aunque estaba algo desorganizado. Esta falta de organización fue uno de los principales factores de la disolución de la organización en 1979.

## Política

Bandera del MPLA

La República Popular de Angola era un estado socialista de un solo partido, que era el MPLA de ideología marxista-leninista (actualmente socialdemócrata) y que tenía como objetivo llegar al comunismo y a la dictadura del proletariado. En la actualidad, las principales organizaciones de masas del MPLA incluyen la Organización de Mujeres de Angola (Organização da Mulher Angolana), la Unión Nacional de Trabajadores de Angola (União Nacional dos Trabalhadores Angolanos ), la Organización de Pioneros Agostinho Neto (Organização de Pioneiros de Agostinho Neto), y las Juventudes del MPLA.

## Clima
Al igual que el resto de África tropical, Angola experimenta distintas estaciones lluviosas y secas que se alternan. En el norte, la temporada de lluvias puede durar hasta siete meses, generalmente de septiembre a abril, con quizás una breve disminución en enero o febrero. En el sur, la temporada de lluvias comienza más tarde, en noviembre, y dura hasta febrero. La estación seca (cacimbo) a menudo se caracteriza por una fuerte neblina matutina. En general, la precipitación es mayor en el norte, pero en cualquier latitud es mayor en el interior que en la costa y aumenta con la altitud.
Las temperaturas caen con la distancia desde el ecuador y con la altitud y tienden a subir más cerca del Océano Atlántico. Así, en Soyo, en la desembocadura del río Congo, la temperatura media anual es de unos 26 °C, pero está por debajo de los 16 °C en Huambo, en la meseta central templada. Los meses más frescos son julio y agosto (en medio de la estación seca), cuando a veces se pueden formar heladas en altitudes más altas.

## Fuerzas Armadas
Las Fuerzas Armadas Populares de Liberación de Angola (en portugués: Forças Armadas Populares de Libertação de Angola) eran las fuerzas armadas oficiales de la República Popular de Angola y se enfrentó durante la guerra civil con las guerrillas de la UNITA y el FNLA. Recibió apoyo y armamento del Bloque del Este, la Unión Soviética y Cuba.

## Relaciones exteriores

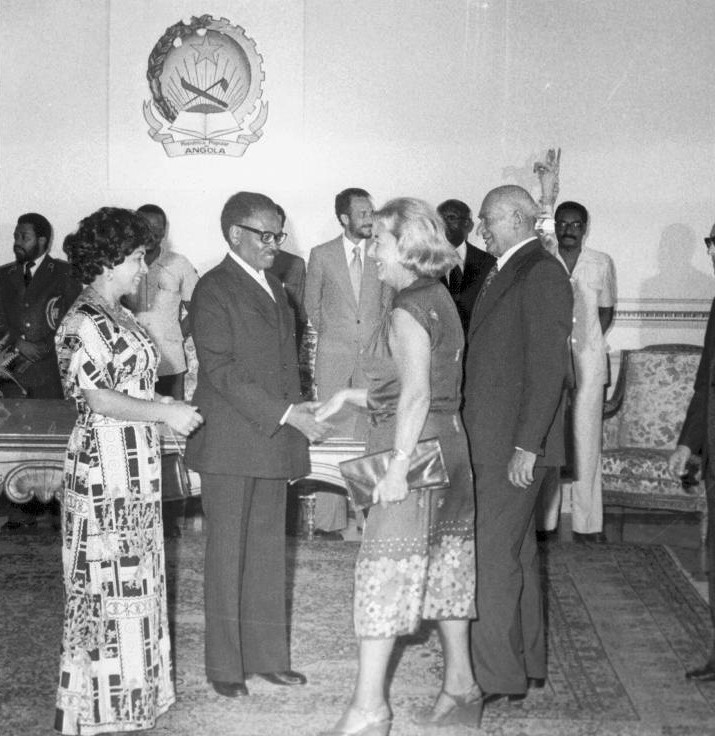
Embajador de Polonia en Angola, Roman Paszkowski con su esposa Aleksandra (derecha) deseando al Presidente de la República Popular de Angola, Agostinho Neto, y a su esposa Eugenia Feliz Año Nuevo en Luanda, 1978.

Durante la guerra civil en contra las guerrillas de la UNITA y el FNLA, fue vital para el MPLA por su supervivencia buscar ayuda exterior. Desde la guerra de la Independencia de Angola hasta la guerra civil, el Bloque del Este fue el más grande aliado de Angola. La Unión Soviética envió personal calificado y armamento en toda la guerra civil angoleña. Pero el más grande aliado de toda la República Popular de Angola sería la Cuba de Fidel Castro quien envió tropas, apoyo político y armas al gobierno de Agostinho Neto y Jose Eduardo Dos Santos que lograron frenar y retroceder al FNLA y las tropas sudafricanas. Sudáfrica se enemistó con Angola por su condena enérgica al sistema del apartheid.
El 21 de julio de 1976, Agostinho Neto visitará Cuba en su XXII Aniversario del inicio del Movimiento 26 de Julio. El 8 de octubre de ese mismo año visitará la Unión Soviética y se entrevistará con Leonid Brézhnev. Un apoyo controvertido a Angola sería del dictador, Idi Amín de Uganda, dicho apoyo se vio reforzado por la entrada en la guerra civil a Sudáfrica (la cual estaba enemistada con Uganda por el Apartheid).
Otros de los aliados de Angola sería Tanzania, Zambia y la República Popular de Mozambique dirigida por su homólogo Samora Machel y el FRELIMO. Dichos países africanos crearían una política conjunta para acabar el Apartheid en Sudáfrica y apoyo a la guerrilla de Robert Mugabe en la República de Rodesia. También otros aliados del MPLA sería la Yugoslavia de Josip Broz Tito y la Gran Yamahiriya Árabe Libia Popular Socialista de Gaddafi.
El mismo año en que Angola decide profundizar en el marxismo-leninismo, paradójicamente comienza su acercamiento con Occidente, llevando a cabo medidas de reconciliación, como la liberación del grupo fraccionalista que el año anterior había intentado un golpe de Estado y ciertas reformas en la economía. Las relaciones entre Angola y el bloque occidental mejorarían bastante.

## Economía
Tras la guerra de la independencia de Angola, la nación angoleña quedaría en una enorme crisis económica y destrucción enorme de la infraestructura del país. El conflicto en contra de Portugal dejaría arrasada las tierras, dejando en mal estado la agricultura. La salida masiva de colonos portugueses daría una enorme fuga de cerebros y de importantes técnicos en la industria, que dificultaría el desarrollo de esta. También el rechazo al nuevo gobierno socialista haría que muchas empresas huyeran de Angola.
El principal objetivo del MPLA sería reconstruir la economía del país, se comenzaría a hacer campañas masivas de socialización de los medios de producción por lo cual darían nacionalizaciones en la industria y colectivizaciones en la agricultura. En los primeros años de la República Popular de Angola en el ámbito económico estarían basados en la ayuda del Bloque del Este y de la Unión Soviética, que sería tanta al punto indispensable.
Para alcanzar la independencia económica, deciden aprovecharse de la gran demanda del crudo del petróleo de los setenta, convirtiéndose en el segundo productor de crudo del África subsahariana después de Nigeria. Para su extracción contarían con la ayuda de las compañías estadounidense y francesas presentes basadas en la mejora de las relaciones con el bloque occidental.
La industria petrolera sería la base de la economía angoleña y darían un buen crecimiento económico y una gran cantidad de divisas. Pero aun con el crecimiento de la economía, seguía habiendo problemas en la economía como la corrupción, y la guerra civil, que provocaría un mercado negro en las ciudades más grandes como Luanda.

## Industria
La industria petrolera era la base de la industria angoleña y una gran parte del PIB del país y bajo el MPLA se vivió un buen crecimiento de esta. Cuando los colonos huyeron, la mayoría de las pequeñas empresas manufactureras se quedaron sin su fuerza laboral administrativa, sus gerentes e incluso sus propietarios; en 1976, sólo 284 de 692 empresas manufactureras operaban bajo su antigua dirección. Como reacción al declive del sector manufacturero, en marzo de 1976 el gobierno del MPLA promulgó la Ley de Intervención del Estado y nacionalizó todos los negocios abandonados.
En los años inmediatamente posteriores a la independencia, el gobierno gastó grandes sumas para volver a poner en funcionamiento las plantas y la creación de fábricas. A principios de la década de 1980, la inversión se redujo drásticamente, ya que el gobierno trató de controlar los gastos y el déficit de divisas. Debido a la financiación limitada, los proyectos se seleccionaron con más cuidado y se reconoció más claramente la necesidad de una reestructuración simultánea en otros sectores, en particular los que suministran materias primas para la fabricación. Para 1986, aproximadamente 180 empresas operaban en el sector manufacturero y su producción equivalía a alrededor del 13 % del PIB. De esa cantidad, las empresas estatales representaron el 56 por ciento.
Entre los problemas más agudos para la rehabilitación industrial se encontraban la escasez de materias primas, el suministro inestable de agua y electricidad y la inestabilidad laboral. El descenso de la producción nacional de muchas materias primas ha sido especialmente crítico en el declive de la fabricación local. Por ejemplo, en 1986 sólo se abastecía localmente una pequeña fracción de las 8000 toneladas de algodón que necesitaba anualmente la industria textil, mientras que a principios de la década de 1970 Angola exportaba algodón en bruto. El deterioro del sistema de suministro de agua también ha dañado a muchas industrias, especialmente a las cervecerías, al igual que los cortes en el suministro de electricidad.

## Agricultura
La agricultura bajo el MPLA durante la República Popular de Angola tuvo resultados decentes y buenos, pero estancada por la guerra civil. Después de la independencia, la salida de agricultores y comerciantes portugueses de las zonas rurales socavó la productividad agrícola. En respuesta, el gobierno estableció granjas estatales en tierras que antes eran propiedad de los portugueses y estableció la Empresa Nacional de Comercialización y Distribución de Productos Agrícolas (Emprêsa Nacional de Comercialização e Distribuição de Produtos Agrícolas—Encodipa) para mantener el sistema comercial rural. 
Sin embargo, ninguno de los organismos tuvo éxito y, en 1984, el gobierno comenzó a eliminar gradualmente las granjas estatales y entregó la producción a agricultores individuales. En diciembre de 1985, el gobierno también devolvió la mayor parte del comercio rural a manos privadas. Para ayudar a los campesinos, el gobierno estableció estaciones de desarrollo agrícola y proporcionó créditos bancarios para proyectos agrícolas a pequeña escala. Varios cientos de granjas estatales iban a ser entregadas a asociaciones de arrendatarios como una forma incipiente de cooperativa. La asociación era para comprar o alquilar herramientas para uso compartido, compartir iniciativas de marketing para fortalecer los precios y compartir el transporte. A fines de 1985, la Dirección de Comercialización Agrícola controlaba 4638 cooperativas agrícolas y 6534 asociaciones de agricultores; pero de éstas, sólo 93 cooperativas y 71 asociaciones estaban operativas.
A fines de la década de 1980, el país enfrentó serios problemas para resucitar la producción agrícola. En 1988, la salida de los portugueses, la despoblación rural y el aislamiento físico de las zonas agrícolas habían detenido casi por completo la producción comercial de cultivos comerciales como el café y el sisal, así como la producción de cereales de subsistencia. La producción estaba estancada debido a las dificultades de comercialización y transporte; escasez de semillas, fertilizantes y bienes de consumo para el comercio con los campesinos; y el impacto de la guerra en la siembra, la cosecha y los rendimientos. Las minas terrestres y el miedo a los ataques habían obligado a los campesinos a reducir las áreas de cultivo, especialmente los campos distantes de las aldeas, ya abandonar las esperanzas de cosechar algunas áreas sembradas.
A pesar de estos obstáculos, hubo algunos éxitos. La provincia de Huila, relativamente segura, mantuvo un nivel aceptable de producción, y la reorientación de la política del gobierno lejos de las granjas estatales ineficientes y hacia los productores campesinos prometió brindar servicios e impulsar la producción de los campesinos. A fines de 1987, había veinticinco estaciones de desarrollo que brindaban servicios a los productores campesinos en diez provincias y cuatro más estaban en proceso de instalación.

## Educación
Se realizó un gran esfuerzo en el campo de la educación y la alfabetización de adultos, especialmente en los centros urbanos. En 1986, el número de alumnos de primaria superaba el millón y medio, y casi medio millón de adultos aprendieron a leer y escribir. El idioma de enseñanza sigue siendo principalmente el portugués, pero se han realizado experimentos para introducir el estudio de las lenguas africanas locales desde los primeros años de escolaridad. Las relaciones entre las iglesias y el partido gobernante han permanecido relativamente tranquilas, lo que haría una educación laica pero no atea.